# Geranomyia vindicta vindicta
Geranomyia vindicta vindicta is een ondersoort van de tweevleugeligeGeranomyia vindicta uit de familie steltmuggen (Limoniidae). De soort komt voor in het Neotropisch gebied.